# Pedro Uralde
Pedro Uralde Hernáez (Vitoria-Gasteiz, 1958. március 2. –) spanyol válogatott labdarúgó.

## Pályafutása

### Klubcsapatban
Vitoria-Gasteizben született, Baszkföldön. 1979 és 1986 között a Real Sociedadban játszott, melynek tagjaként 1981-ben és 1982-ben bajnoki címet szerzett. Első mérkőzését 1980. február 3-án játszotta, egy Athletic Bilbao elleni bajnoki alkalmával. Csereként lépett pályára csapata pedig 4–0-ra győzött. Az 1986–87-es szezonban az Atlético Madridban játszott Julio Salinas társaságában. 1987 és 1990 között az Athletic Bilbao, 1990 és 1992 között pedig a Deportivo La Coruña játékosa volt

### A válogatottban
1982 és 1986 között 3 alkalommal szerepelt a spanyol válogatottban. Egy Svájc elleni barátságos mérkőzésen mutatkozott be 1982. április 28-án. Részt vett az 1982-es világbajnokságon.

## Sikerei, díjai
Real Sociedad
- Spanyol bajnok (2): 1980–81, 1981–82
- Spanyol szuperkupa (1): 1982

## Külső hivatkozások
- Pedro Uralde adatlapja a National-Football-Teams.com oldalon (angolul)

- Pedro Uralde (angol nyelven). FootballDatabase.eu
- Pedro Uralde (német nyelven). kicker.de
- Pedro Uralde (angol, katalán, spanyol nyelven). BDFutbol.com
- Pedro Uralde (angol nyelven). eu-football.info
- Pedro Uralde adatlapja a worldfootball.net oldalon (angolul)